# Diana Višňova
Diana Višňova, také Diana Višněva či Diana Vishneva, rusky Диа́на Ви́кторовна Вишнёва (* 13. června 1976 Leningrad, SSSR) je ruská baletka, primabalerína Mariinského divadla v Petrohradě, národní umělkyně Ruska.

## Životopis a kariéra
Diana Višňova se narodila 13. června 1976 v Leningradu v rodině chemiků. Tanci se věnuje od šesti let, v jedenácti letech začala studovat v Leningradském baletním učilišti A. Vaganové (nyní Akademie ruského baletu A. Vaganové). V roce 1994 získala svoji první cenu, když zvítězila na Mezinárodní soutěži mladých umělců baletu v Lausanne (franc. Le Prix de Lausanne), kde získala zlatou medaili a Grand Prix současně.
Ještě během studia vystoupila jako stážistka v Mariinském divadle, kde ztvárnila Kitri v baletu Don Quijote a také hlavní roli v Popelce a Mášu v Louskáčkovi. V roce 1995 po ukončení studií byla přijatá do Mariinského divadla, kde od roku 1996 působí jako sólistka.
V roce 1995 Višňova poprvé vystoupila na scéně Velkého divadla v Moskvě v roli Carmen a později také v roli Kitri v baletu Don Quijote a nyní účinkuje jako sólistka v baletech Louskáček, Labutí jezero, Šipková Růženka, Giselle a Ztracené iluze. Za roli Kitri získala v roce 1996 cenu mezinárodního baletního festivalu Benois de la danse .
V roce 1999 debutovala na scéně Metropolitní opery v New Yorku a v roce 2000 – na scéně Royal Opera House v Covent Garden v Londýně (hlavní role v baletu Šipková Růženka).
Mezinárodní kariéra Diany Višňovy jako hostující sólistky začala v roce 2001 vystoupením v mnichovském Bavorském státním baletu (Manon) a v milánském Teatro alla Scala (Šipková Růženka). Následovala (2002) vystoupení v berlínské Státní opeře (Giselle) a v Pařížské opeře (Don Quijote, Manon, Labutí jezero). Od r. 2003 Višňova – primabalerína Amerického baletního divadla (American Ballet Theatre) v New Yorku, kde ztvárnila hlavní role v baletech Raymonda a Labutí jezero, La Bayadère a Manon, Giselle a Don Quijote, Romeo a Julie, Dáma s kaméliemi aj.
V roce 2007 – národní umělkyně Ruska . V témž roce Višňova začala spolupracovat s americkým producentem Daniljanem a jeho agenturou Ardani Artists – společně pak připravili několik sólových baletních projektů jako např. Beauty in motion či F.L.O.W. — For Love of Women. V následujících letech se objevily i další sólové projekty – Dialogy, Labyrint či On the Edge. V letech 2010–2011 spolupracovala se skupinou kanadského choreografa Édouarda Locka a také americké tanečnice a choreografky Marthy Grahamové.
V roce 2010 byla založena Nadace Diany Višňovy  – kulturní charitativní organizace, která působí v USA, Japonsku a Rusku a klade si za cíl popularizaci baletu, zahájení nových baletních projektů, pomoc dětem věnujícím se baletu atd.
V letech 2013 a 2014 se Višňova stala jednou z organizátorek mezinárodního festivalu současné choreografie Context , v jehož rámci poprvé ztvárnila choreografii českého tanečního choreografa Jiřího Kyliána.

## Repertoár
- Klasický balet: Don Quijote, Pas de quatre, Grand pas classique, Giselle, Labutí jezero, Raymonda, Šipková Růženka, Le Corsaire aj.
- Choreografie 20. století: Louskáček, Šeherezáda, Romeo a Julie, Legenda o lásce, Oněgin, In the Night, Carmen, Manon, Spring and Fall, Dáma s kaméliemi, Bolero, Popelka aj.
- Současná choreografie: Steptext, In the Middle Somewhat Elevated, Vertigo
- Sólové projekty: Diana Vishneva. Beauty in motion, Dialogy aj.

## Ocenění a vyznamenání
- 1994 – zlatá medaile a Grand Prix na Mezinárodní soutěži mladých umělců baletu v Lausanne (franc. Le Prix de Lausanne)
- 1996 – cena Mezinárodního baletního festivalu Benois de la danse
- 2000 – Státní cena Ruské federace
- 2007 – Národní umělkyně Ruska
- 2010 – balerína desetiletí (mezinárodní soutěž Stars of the 21st Century [5])